# Masao Takada
Masao Takada (fl. XX secolo) è stato un calciatore giapponese, di ruolo attaccante.

## Carriera
Masao Takada studiò all'università giapponese di Kwansei Gakuin. Debuttò il 17 maggio 1925 nella Nazionale di calcio del Giappone,  durante l'edizione di quell'anno dei Giochi dell'Estremo Oriente a Manile, giocando contro le Filippine, contro le quali il Giappone vinse segnando 4 gol. Disputò inoltre la partita del 20 maggio contro la Cina, che si concluse con un risultato di 2-0 a favore dei giapponesi.